# Shibpur
Shibpur è un sottodistretto (upazila) del Bangladesh situato nel distretto di Narsingdi, divisione di Dacca. Si estende su una superficie di 206,89 km² e conta una popolazione di 237.246 abitanti (dato censimento 1991).